# Anopliomorpha gracilis
Anopliomorpha gracilis là một loài bọ cánh cứng trong họ Cerambycidae.